# Lejla Abbasová
Lejla Abbasová (* 14. února 1980 Praha) je česká moderátorka, tanečnice, modelka, aktivistka, herečka a bývalá mluvčí ministra pro lidská práva a národnostní menšiny.

## Mládí
Je dcerou súdánského otce a české matky. Vystudovala osmileté gymnázium, pokračovala poté studiem na vyšší odborné škole, kde se zabývala sociální prací a teologií. Studium nedokončila. Od dětského věku projevovala sociální cítění. Pomáhala v domě sester františkánek, které pečovaly o opuštěné děti.

## Kariéra

### Moderátorka
Od osmnácti let se začala věnovat moderátorské profesi. Začínala na televizi Galaxie, kde moderovala českou podobu zahraniční MTV. Jejím druhým zaměstnáním byla televizní stanice TV3, moderovala zde reportáže z různých klubů. Byla zaměstnána i v hudební televizní stanici Óčko, kde pracovala jako autorka scénářů. V roce 2005 moderovala noční relaci reality show Big Brother na televizi Nova. V České televizi moderovala pořad pro ženy Sama doma.
Moderuje společenské večírky, sportovní akce a programy pro děti.

### Mluvčí
Ve svých 21 letech se stala tiskovou mluvčí Ligy etnických menšin, přes které se seznámila s projektem adopce dětí na dálku.
Mezi lety 2009 až 2010 pracovala jako mluvčí a poradkyně ministra pro lidská práva a národnostní menšiny Michaela Kocába. Zde s Kocábem navázala poměr.

### Herečka
V americkém snímku Letopisy Narnie získala malou roli. Na scéně divadla v Hradci Králové nazkoušela roli Julietty ve hře vycházející z románu Mefisto. Účinkovala také v reklamách a videoklipech.

## Ocenění
Za svou humanitární činnost obdržela Lejla Abbasová v roce 2009 bronzovou medaili Ministerstva zahraničních věcí.[zdroj?]
Je také patronkou prestižní Mezinárodní ceny vévody z Edinburghu, nejstarší mezinárodní ceny pro sociální inovace SozialMarie pro rok 2017 a dalších neziskových projektů.

## Charitativní práce
Velmi aktivně se zapojuje do charitativních projektů.

### Adopce na dálku
Od roku 2001 se do projektů adopce na dálku také zapojuje, působila v rámci tohoto programu půl roku v Keni jako delegátka.

### Nadační fond Asante Kenya

#### Asante Kenya
Přibližně 5 let pracovala jako koordinátorka adopce na dálku pro Keňu. Díky tomuto programu v Keni i půl roku žila. Z její iniciativy vznikl poté nadační fond s názvem Asante Kenya. Jeho činnost je zaměřena na projekty spojené se vzděláváním, fond postupně podporoval 19 projektů, mezi ně patřili především školy (mj. financoval výstavbu či dostavbu 5 škol), ale také i internátní vzdělávací středisko pomáhající dívkám utíkajícím před ženskou obřízkou, počítačovou učebnu s výukou pro děti ze slumů. Fond podpořil také zemědělské projekty a založil společně s o.p.s Njovu e-shop s africkými šperky Imana.cz.
Od roku 2013 spolupracuje nadační fond s neziskovou organizací RedTribe, působící na hranici mezi Keňou a Tanzanií, Loita Hills. Asante Kenya podporuje nejen Maasai Academy, školu zřízenou Redtribe, ale také šperkařský projekt Redtribe Beadwork a to společně s českou korálkařskou značkou Preciosa. Asante Kenya stojí také za zemědělským projektem Shamba, jehož cílem je zlepšení nutričního obsahu jídel pro žáky Maasai Academy. Do Maasai Academy a dalších škol dodával hygienické menstruační pomůcky, v důsledku jejichž distribuce se rapidně zvýšil počet dívek, které dokončily základní vzdělání. Díky Medovému projektu, což znamenalo pořízení 25 úlů, získává komunita nejen med a další produkty spojené s včelařstvím, ale také chrání divoká včelstva, která masajové kvůli produkci medu ničili. Dalším cílem Asante Kenya je zřízení Centra odborné přípravy, což bude zahrnovat truhlářské učiliště (dvouletý certifikovaný program) s tréninkovou „žákovskou“ pekárnou.
Pro rok 2009 vznikl nový kalendář v rámci projektu. Na snímcích se objevuje sama Lejla Abbasová, fotografem byl Jakub Ludvík. Fotografie vznikaly v Keni na veřejně nepřístupných místech.

#### Projekt Medela
Součástí nadačního fondu byl i Projekt Medela. Projekt Medela podporoval vždy čtyři různé neziskové organizace v průběhu jednoho kalendářního roku. Za dobu svého působení jich podpořil osm různými projekty. Mezi ně patřil např. kalendář s fotografiemi Jana Saudka. Na dvanácti fotografiích byly představeny české celebrity (Eva Holubová, Helena Houdová, Chantal Poullain, Irena Obermannová, Ivana Chýlková, Lejla Abbasová, Martha Issová, Olga Sommerová, Tonya Graves, Veronika Přikrylová, Yvetta Hlaváčová a Zuzana Smatanová).. 
Další aktivitou Projektu MEDELA byla kniha „Pohádky z jiných světů“, která vznikla díky spolupráci řady významných osobností českého literárního, výtvarného a hereckého světa. Texty lidových pohádek upravovali například scenárista Petr Jarchovský nebo básník, prozaik a písničkář Jiří Dědeček. Úvod pohádek patří dramatičce a spisovatelce Daniele Fischerové. Knihu ilustrovali výtvarníci Milada Gabrielová, Tomáš Císařovský, Jiří Votruba a Pavel Růt.[zdroj?]
Součástí knihy je CD s pohádkami ve zvukové podobě, které vzniklo ve studiu Pavla Balcara pod vedením šéfrežisérky Českého rozhlasu Hany Kofránkové. Svůj hlas „Pohádkám z jiných světů“ propůjčili L. Krbová, L. Krobotová, M. Steinmasslová, D. Syslová, V. Javorský, B. Navrátil, P. Pochop, J. Potměšil, A. Procházka, J. Somr, I. Trojan, J. Vlasák a M. Zahálka.

## Osobní život
S Michaelem Kocábem má syna Davida (* 2012), v roce 2015 vztah s Kocábem skončil.
S tureckým partnerem Volkanem Kaynakem má dceru Iman (* 2017) a dvojvaječná dvojčata Tea a Bena (* 2018).